# کوپا مستر د سوپرکوپا
کوپا مستر د سوپرکوپا یک رقابت باشگاهی فوتبال در آمریکای جنوبی بود که بین باشگاه‌هایی که قبلاً قهرمان سوپرکوپا لیبرتادورس شده بودند توسط کونمبول برگزار می‌شد. این مسابقات فقط در دو سال ۱۹۹۲ و ۱۹۹۵ برگزار شد. قرار بود دوره سوم این مسابقات در سال ۱۹۹۸ برگزار شود، اما به دلیل عدم وجود حامیان مالی باعث تاخیر در این رویداد شد و این رویداد در نهایت لغو شد. برنده این مسابقات همچنین شانس حضور در مسابقات فصل بعد جام طلا را بدست می‌آورد.

## کوپا مستر د سوپرکوپا ۱۹۹۲
|  | نیمه‌نهایی‌           | نیمه‌نهایی‌           |   |                     | نهایی               | نهایی |  |
|  |                     |                     |   |                     |                     |       |  |
|  | ۲۷ مه – بوئنوس آیرس |                     |   |                     |                     |       |  |
|  | بوکا جونیورز        | ۱                   |   |                     |                     |       |  |
|  | الیمپیا             | ۰                   |   |                     |                     |       |  |
|  |                     |                     |   |                     |                     |       |  |
|  |                     |                     |   |                     | ۳۱ مه – بوئنوس آیرس |       |  |
|  |                     |                     |   |                     | بوکا جونیورز        | ۲     |  |
|  |                     | کروزیرو             | ۱ |                     |                     |       |  |
|  |                     |                     |   |                     |                     |       |  |
|  |                     |                     |   |                     |                     |       |  |
|  |                     |                     |   |                     | مقام سومی           |       |  |
|  | ۲۹ مه - بوئنوس آیرس | ۲۹ مه - بوئنوس آیرس |   | ۳۱ مه – بوئنوس آیرس | ۳۱ مه – بوئنوس آیرس |       |  |
|  | راسینگ              | ۱ (۱)               |   | الیمپیا             | ۲                   |       |  |
|  | کروزیرو             | ۱ (۳)               |   |                     | راسینگ              | ۱     |  |

## کوپا مستر د سوپرکوپا ۱۹۹۵

### بازی رفت
| الیمپیا | ۰–۰   | کروزیرو |
| ------- | ----- | ------- |
|         | گزارش |         |

### بازی برگشت
| کروزیرو | ۱–۰   | الیمپیا |
| ------- | ----- | ------- |
|         | گزارش |         |

کروزیرو در مجموع ۱-۰ برنده شد.

## عملکرد
| رتبه | تیم          | قهرمان | نایب‌قهرمان | سالهای قهرمانی | سالهای نایب‌قهرمانی |
| ---- | ------------ | ------ | ---------- | -------------- | ------------------ |
| ۱    | کروزیرو      | ۱      | ۱          | ۱۹۹۵           | ۱۹۹۲               |
| ۲    | بوکا جونیورز | ۱      | ۰          | ۱۹۹۲           |                    |
| ۳    | الیمپیا      | ۰      | ۱          |                | ۱۹۹۵               |